# Музей «Герої Дніпра»
Музей «Герої Дніпра» — це військово-історичний музей, філія Національного військово-історичного музею України в місті Івано-Франківськ, який висвітлює військову історію та традиції Прикарпаття у адміністративних межах сучасної Івано-Франківської області від часу Галицько-Волинської держави до сьогодення. Також значна частина музейної експозиції присвячена історії 38-ї загальновійськової армії періоду Другої світової війни на території України, бойовому шляху Легіону УСС на Станиславівщині в час Першої світової війни, формуванням УГА періоду українсько-польської війни 1918-1919 рр., участі уродженців Івано-Франківщини  у війні в Афганістані 1979-1989 рр., захисті територіальної цілісності та суверенітету України в Антитерористичній операції на сході України / Операції Об’єднаних сил.

## Історія
Відкритий музей був 2 серпня 1966 року, як Музей бойової слави  38-ї загальновійськової армії. У тодішніх офіційних документах не вказувалася назва 38-ї армії, бо вона була діюча, входила до складу Прикарпатського військового округу, а її штаб та управління дислокувалося у м. Івано-Франківську. Сформована була 38-а загальновійськова армія 3 серпня 1941 року відповідно до директиви Генерального штабу Збройних Сил СРСР № орг/6/1293 від 22 липня 1941 року, в період радянсько-німецької війни, тримала оборону рубежу р. Дніпро в районі м. Черкаси. З 8 серпня 1941 р. 38-а армія брала участь у Київській оборонній операції. Частини та з’єднання 38-ї армії брали участь в обороні Харкова, битві на Курській дузі, битві за Дніпро, під час якої звільнили від нацистської окупації 6 листопада 1943 р. м. Київ. За бої при форсуванні р. Дніпро та звільненні столиці нашої держави 167 солдат та офіцерів 38-ї армії були удостоєні звання Героя Радянського Союзу, а з 65 військових частин, яким було присвоєне почесне найменування «Київських», 42 частини входили до складу 38-ї армії. Під час подальших боїв її частини та з’єднання взяли участь у звільненні від німецьких військ та їх союзників території Правобережної та Західної України, а саме м. Житомира, Бердичева, Жмеринки, Вінниці, Кам’янець-Подільського, Львова.  На завершальному етапі Другої світової війни 38-а армія була залучена у Західно-Карпатській та Празькій стратегічній операціях, брала участь у бойових діях на території Польщі та Чехословаччини. Особливо важкими були бої на Сандомирському плацдармі та Дуклінському перевалі. Маневрові групи 38-ї армії вели бої за звільнення столиці Чехословаччини – м. Праги. Після закінчення бойових дій у Європі, влітку 1945 р. 38-а армія виведена до УРСР, у Прикарпатський військовий округ.
Разом з усіма громадянами України особовий склад армії брав участь у вільному волевиявленні народом України одвічного прагнення до незалежності. Воїни армії були у числі тих 90 відсотків громадян України, що голосували за підтримку Акту проголошення незалежності України 24 серпня 1991 р. Важливим кроком у житті армії на шляху розбудови Збройних Сил України стало прийняття Військової присяги на вірність українському народові в січні 1992 р. Саме з цього часу починається нова сторінка історії 38 армії. Згідно з планами реформування Збройних Сил України, 23 липня 1993 р. на базі 38-ї загальновійськової армії формується 38-й армійський корпус. З’єднання та військові частини корпусу розташовувалися на теренах шести областей: Івано-Франківської, Львівської, Хмельницької, Чернівецької, Закарпатської та Тернопільської. У зоні відповідальності було 662 кілометри складної гірсько-лісової прикордонної смуги, яка проходила через основний Карпатський хребет. 38-й армійський корпус був одним з найпотужніших угруповань військ Західного ОК та Сухопутних військ Збройних Сил України. Вирішення проблем підтримки бойової готовності, вдосконалення ратної майстерності завжди було головним завданням з’єднань і частин корпусу.  До самого розформування в ході реформування Збройних Сил України  у травні 2003 р. військовослужбовці з’єднань та частин 38-го армійського корпусу примножували славні традиції, як єдине ціле у складі Збройних Сил України гарантували захист суверенітету, територіальної цілісності та недоторканності Батьківщини, мир і спокій громадянам нашої держави.
На відзнаку подвигу  бійців і командирів 38-ї загальновійськової армії в боях при форсуванні р. Дніпро та звільнення м. Києва 9 травня 1984 р. музей було названо «Герої Дніпра». Перед цим, 15 лютого 1984 р. колегія Міністерства культури України присвоїла  йому  звання «народний». Відповідно з наказом Міністра оборони України з 1 вересня 2010 р. народний музей «Герої Дніпра» став філією Національного військово-історичного музею України.
Будівля музею є частиною військового містечка, зведеного наприкінці ХІХ ст. для потреб австро-угорської армії. Вона використовувалася як казарма для офіцерів австро-угорських кавалерійських полків, які дислокувалися у Станиславові. Напередодні Першої світової війни, у травні 1914 р. тут розташовувався штаб та 1-й дивізіон  7-го полку драгунів «Герцог фон Лотрінген», 2-й дивізіон  полку тоді розміщувався в Коломиї. Також дислокувалася тут команда призову і поповнень 8-го полку уланів «Граф Ауерсперг», основні підрозділи якого були у Чернівцях. Часто з інспекцією кавалерійські частини у Станиславові відвідував майбутній останній імператор Австро-Угорської імперії Карл І Габсбург (1916-1918), він неодноразово бував у будівлі музею. У міжвоєнний період тут розташовувалася кавалерійська частина польського війська — 6-й полк уланів Канівських.

## Експозиція
Експозиція музею «Герої Дніпра» займає площу 640 м². та розміщена у 12 залах і тематично має регіональну спрямованість, а експонатний фонд нараховує більше 5 тис. одиниць. На стендах, подіумах, у вітринах розміщено експонати періоду Першої та Другої світових воєн, війни в Афганістані 1979-1989 рр., Антитерористичної операції на сході України / Операції Об’єднаних сил: Бойові Знамена частин, зброя, нагороди, особисті речі, документи, фотографії, листи  з фронту, предмети спорядження і побуту бійців та командирів. Все це за багато років зібрав багато чисельний загін ентузіастів – ветеранів війни, військовослужбовців, робітників, школярів і студентів навчальних закладів міста і області в ході пошукових операцій: «Золота Зірка», «Анкета ветерана», «Експонат війни». Доповнює експозицію багата колекція зразків стрілецької зброї, інженерних та артилерійських боєприпасів, засобів зв’язку. Чільне місце експозиції займає розділ «Збройні сили України на захисті суверенітету, територіальної цілісності і недоторканності держави» з стаціонарною  виставкою «Неоголошена війна Україні». Тематика присвячена АТО/ООС на Сході України через призму участі в ній прикарпатських бійців. Зокрема на стендах описані бойові підрозділи, в яких воювало і воює багато  мешканців Івано-Франківщини, присутній поіменний список загиблих і померлих воїнів з області, та є інформація про непересічних уродженців Прикарпаття на фронті.
Тут також розповідь про бійців-прикордонників окремої Коломийської комендатури під командуванням майора Р. І. Філіпова, які першими зустріли німецькі частина на Прикарпатській землі, про льотчика молодшого лейтенанта Леоніда Бутеліна, який таранив в небі над Галичем німецький літак.
Особливе місце в експозиції музею займає діорама «Подвиг на Дніпрі», відкрита 23 лютого 1968 р. Задля її розміщення до музею було добудоване спеціальне приміщення. Живописне полотно діорами  зшите з обґрунтованих та натягнутих танкових брезентів прямокутної форми розміром 17,20 х 3,80 м, площею 65,36 м², площа предметного плану становить 38 м². На лицьовій стороні полотна ручним способом намальовано олійними фарбами у батальному жанрі епізоди форсування р. Дніпро радянськими військами та бої на Лютіжському плацдармі у вересні-жовтні 1943 р., зображено понад 100 учасників тих подій. Живописне полотно, основний елемент діорами, розташоване півколом спереду оглядової площадки. Між живописним полотном та оглядовою площадкою установлений предметний план, формуючий  із живописним полотном як би одне ціле. Це створює ілюзію глибини простору, посилює відчуття реальності, достовірності зображуваних подій. На предметному плані відтворено траншеї, загородження з колючого дроту, вирви від снарядів та мін, розкидана зброя, предмети спорядження. В поєднанні з світловою та звуковою імітацією битви панорама створює неповторне враження. Управління всіма спеціальними ефектами ведеться з апаратної, перша електронна апаратура діорами була створена за схемою заслуженого раціоналізатора України А. П. Лахтіонова,  а у 1972 р. була встановлена друга електронна апаратура діорами, розроблена спеціалістами заводу «Тесла» (м. Прага, Чехословаччина). Дикторський текст діорами, який був спеціально начитаний для музею, тривалістю 15 хвилин читає відомий радянський диктор Юрій Левітан.
Живописне полотно діорами «Подвиг на Дніпрі» було намальоване художником, заслуженим працівником культури РСФСР, офіцером штабу 38-ї армії, полковником Констянтином Лебєдєвим, учасником Другої світової війни, спільно з заслуженим художником України Миколою  Вареннею, який малював центральну частину живописного полотна. Над предметним планом працював військовослужбовець Лонгин Гринів та працівники Івано-Франківського лялькового театру.
Постійна пошукова, збиральна та науково-дослідницька  робота дозволяє періодично оновлювати експозицію, створювати тематичні і пересувні виставки, допомагає оперативно  висвітлювати найважливіші віхи військової історії і традиції нашого народу, відкликатися на події в житті держави. Колектив музею постійно працює  над удосконаленням експозиції. За роки існування музею його відвідали десятки тисяч людей, серед них були: народна артистка України Ада Роговцева, народний артист України Борислав Брондуков кінорежисер, народний артист України Микола Мащенко, народний артист України Сергій Романюк,  кіноактор Іван Гаврилюк, дворазовий олімпійський чемпіон Валерій Борзов та інші видатні особистості. Під час існування 38-ї армії / корпусу музей відвідували офіційні військові делегації різноманітних країн світу, з поміж них були делегації із Індії та Куби. Наказом міністра оборони України конференц-зал музею був визначений як офіційне місце зустрічі у Івано-Франківську українських військових із представниками країн НАТО.  
Привертає увагу розділ про уродженців Івано-Франківщини, які склали голови в боях з нацизмом у складі частин і з’єднань 38-ї армії. В ході пошуку зібрано і систематизовано відомості про долю 1530 наших краян.  В ході звільнення Прикарпаття від нацистської окупації загинуло   21063 солдатів і офіцерів Червоної армії. Переважна більшість – вихідці з українських сіл і містечок навколишніх областей.  Колектив музею проводить важливу меморіальну роботу з увічнення пам’яті про загиблих.  За останні роки тут створено широку  інформаційну базу про загиблих,  похованих і пропалих безвісті.  Вдалося повернути із забуття близько 5851  прізвищ до цього часу не зафіксованих  серед похованих  в одиночних і братських могилах на території населених пунктів Івано-Франківської області. Останки десятків полеглих з городів, полів і лісів були перенесені і з відданням військових почестей перепоховані  в упорядковані братські могили. Родичі дізналися місце вічного спочинку їх рідних і близьких, мають змогу приїхати і прихилити коліна. І ця робота постійно продовжується.
На базі музею крім оглядових екскурсій і занять з предмету «Захист України», проводяться  уроки мужності, тематичні екскурсії приурочені державним святам та військовій історії України. До роботи у цьому напрямку часто залучають ветеранів війни і Збройних Сил різних родів військ. В музеї «Герої Дніпра» учні та студенти навчальних закладів мають змогу ознайомитися із зразками стрілецької зброї двох світових воєн, сучасної стрілецької зброї, засобами зв’язку, інженерними та артилерійськими боєприпасами, провести заняття зі збору та розбору: ДП–27, РПД, ППШ, ППС,  АК–47, АК–74, АКМС, АКСУ, СВД,  РПК–74, отримати фахові консультації. Відвідувачам музею також надається можливість потренуватися в розбиранні і збиранні стрілецької зброї різних систем. Зробити незабутніми для дітей заняття з історії допоможе проведення уроків на базі музею, коли звичайне навчання перетворюється на захопливу гру і заслухана інформація постає у візуальних образах. 

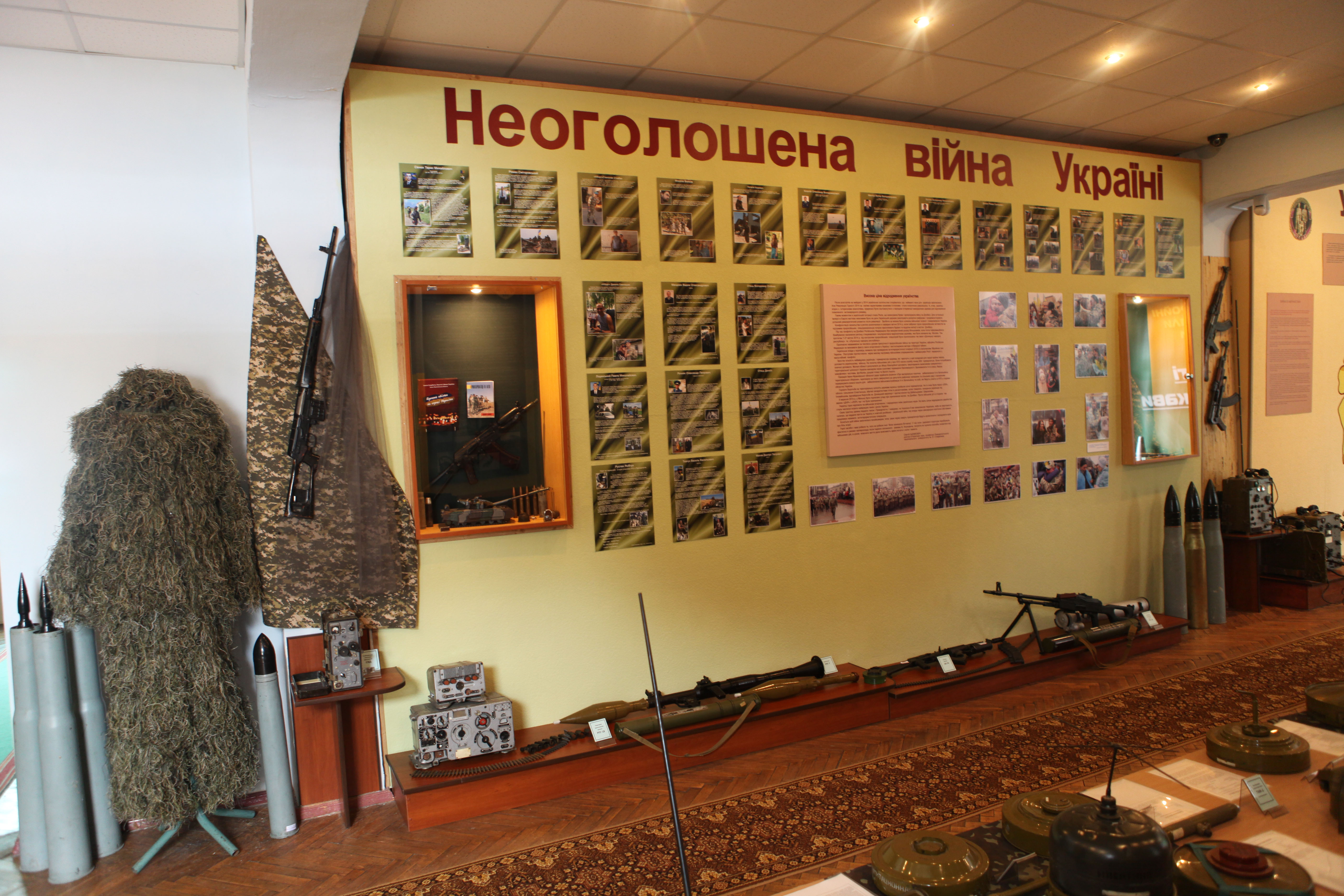

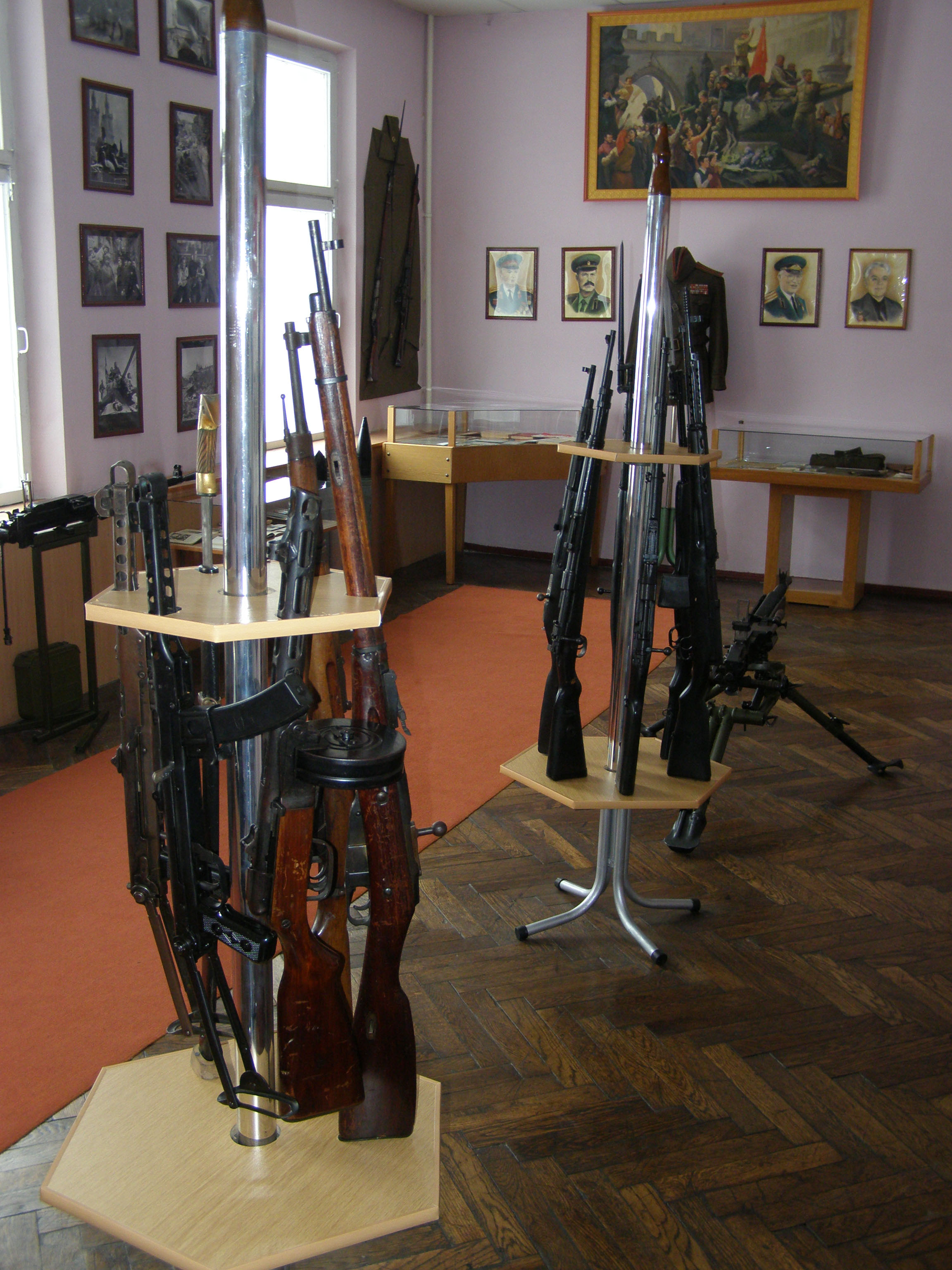

## Адреса
вул. Національної Гвардії, 14д
м. Івано-Франківськ, 76014